# Daniel Delany
Daniel Delany (Paddock, febbraio 1747 – Tullow, 9 luglio 1814) è stato un vescovo cattolico irlandese.

## Biografia
Nato in Irlanda, all'età di 16 anni espatriò clandestinamente a Parigi per prepararsi al sacerdozio e fu ordinato prete nel 1770; per alcuni anni rimase in Francia come insegnante nel collegio di Saint-Omer, ma nel 1776 rientrò in patria dove, mentre erano ancora in vigore le Penal Laws che limitavano la libertà di culto per i cattolici, organizzò scuole domenicali per bambini e adulti a Tullow.
Il 13 maggio 1783 fu eletto vescovo titolare di Dausara e coadiutore di Kildare e Leighlin, dove nel 1785 istituì una confraternita del Santissimo Sacramento tra i cui membri reclutava insegnanti per le sue scuole domenicali di catechismo.
Il 18 settembre 1787 succedette a James O'Keeffe come vescovo diocesano: per garantire il buon funzionamento delle sue scuole domenicali, nel 1807 fondò la congregazione delle suore di Santa Brigida e nel 1808 quella dei fratelli di San Patrizio.

## Genealogia episcopale
La genealogia episcopale è:
- Cardinale François de Joyeuse
- Cardinale François d'Escoubleau de Sourdis
- Arcivescovo Jean-François de Gondi
- Vescovo Etienne de Puget
- Cardinale Toussaint de Forbin-Janson
- Cardinale François de Mailly
- Arcivescovo Jean-Joseph Languet de Gergy
- Vescovo James Bernard Dunne
- Vescovo James O'Keeffe
- Arcivescovo John Carpenter
- Vescovo Daniel Delany